# Liste der Biografien/Murc
Liste der Biografien |
Portal Biografien |
Personensuche
# |
A |
B |
C |
D |
E |
F |
G |
H |
I |
J |
K |
L |
M |
N |
O |
P |
Q |
R |
S |
T |
U |
V |
W |
X |
Y |
Z |
?
 
Ma |
Mb |
Mc |
Md |
Me |
Mf |
Mg |
Mh |
Mi |
Mj |
Mk |
Ml |
Mm |
Mn |
Mo |
Mp |
Mq |
Mr |
Ms |
Mt |
Mu |
Mv |
Mw |
Mx |
My |
Mz
 
Mua |
Mub |
Muc |
Mud |
Mue |
Muf |
Mug |
Muh |
Mui |
Muj |
Muk |
Mul |
Mum |
Mun |
Muo |
Mup |
Muq |
Mur |
Mus |
Mut |
Muu |
Muv |
Muw |
Mux |
Muy |
Muz
 
Mura |
Murb |
Murc |
Murd |
Mure |
Murf |
Murg |
Murh |
Muri |
Murj |
Murk |
Murl |
Murm |
Murn |
Muro |
Murp |
Murr |
Murs |
Murt |
Muru |
Murv |
Murw |
Mury |
Murz
Die Liste der Biografien führt alle Personen auf, die in der deutschsprachigen Wikipedia einen Artikel haben. Dieses ist eine Teilliste mit 19 Einträgen von Personen, deren Namen mit den Buchstaben „Murc“ beginnt.

## Murc

### Murce
- Murcell, George (1925–1998), britischer Schauspieler

### Murch
- Murch, Malachi (* 1995), australischer Volleyballspieler
- Murch, Thompson H. (1838–1886), US-amerikanischer Politiker
- Murch, Walter (* 1943), US-amerikanischer Filmeditor, Tonmeister, Drehbuchautor und Regisseur
- Murche, Kathrin (* 1999), deutsche Sportschützin
- Murchie, John Carl (1895–1966), kanadischer Generalleutnant
- Murchison, Clint (1923–1987), US-amerikanischer Gründer des NFL-Teams Dallas Cowboys
- Murchison, Ira (1933–1994), US-amerikanischer Leichtathlet
- Murchison, Loren (1898–1979), US-amerikanischer Leichtathlet
- Murchison, Roderick (1792–1871), schottischer Geologe und Paläontologe
- Murchison, Samantha (* 1981), gibraltarische Badmintonspielerin

### Murci
- Murcia, Pedro Fernández de, spanischer Maler der Renaissance
- Murcia, Santiago de (1673–1739), spanischer Gitarrist, Komponist und Musiktheoretiker
- Murcia, Sarah (* 1976), französische Kontrabassistin
- Murciano, Enrique (* 1973), US-amerikanischer SchauspielerEnrique Murciano (* 1973)

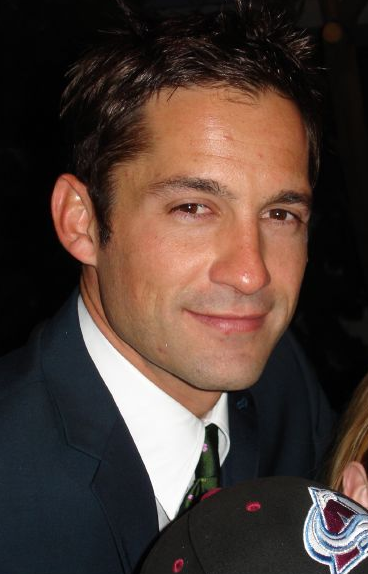
Enrique Murciano (* 1973)

### Murck
- Murck, Manfred (* 1949), deutscher Soziologe

### Murcu
- Murcutt, Glenn (* 1936), australischer Architekt

### Murcy
- Murcy, Michaël (* 1979), französischer Fußballspieler

### Murcz
- Murczkiewicz, Rafał (* 1982), polnischer Volleyballtrainer